# GISAID
GISAID es una iniciativa de ciencia global y la fuente primaria establecida en 2008 que proporciona acceso abierto a datos genómicos del virus influenza y el coronavirus responsable de la pandemia de COVID-19 . A 10 de enero de 2020, estuvieron disponibles las primeras secuencias del genoma completo de SARS-CoV-2 en GISAID, que habilitó respuestas globales a la pandemia, incluyendo el desarrollo de las primeras vacunas y pruebas de diagnóstico para detectar SARS-CoV-2. GISAID facilita la epidemiología genómica y la vigilancia de tiempo real para controlar la aparición de nuevas cepas virales COVID-19 en todo el planeta.
Desde su establecimiento como una alternativa a compartir datos de gripe aviaria, vía archivos de dominio público convencionales, GISAID está reconocida para incentivar el intercambio rápido de datos de brotese la pandemia de H1N1 en 2009, la pandemia de H7N9 en 2013, y la pandemia de COVID-19 en 2020.
GISAID ha sido reconocida por su importancia para la salud global por los ministros de salud del G20 en 2017 y en 2020 el científico-jefe de la Organización Mundial de la Salud denominó a la iniciativa de ciencia de los datos "un cambiador de juego" (o punto de inflexión).

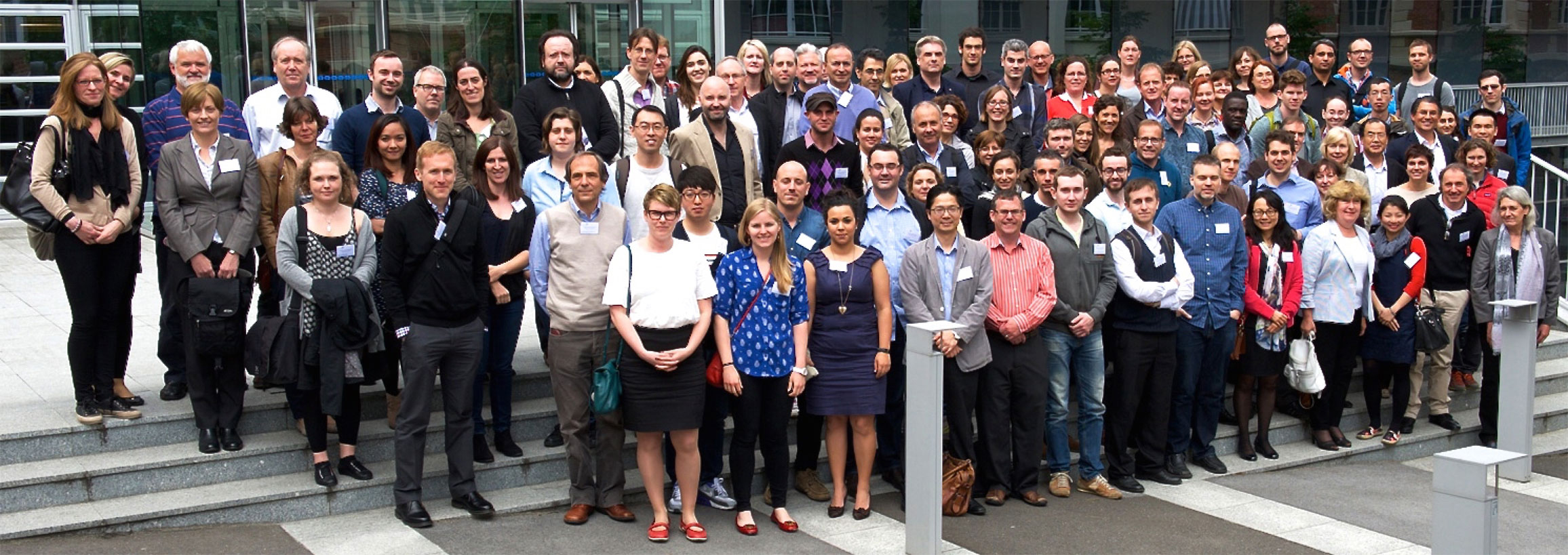
Taller de Secuenciación De Próxima Generación GISAID (Instituto Pasteur, París 2015)